# Wake County
Wake County är ett administrativt område i delstaten North Carolina, USA, med 627 846 invånare. Den administrativa huvudorten (county seat) är Raleigh.

## Geografi
Enligt United States Census Bureau så har countyt en total area på 2 220 km². 2 155 km² av den arean är land och 65 km² är vatten. 

### Angränsande countyn
- Granville County - norr
- Franklin County - nordost
- Nash County - öster
- Johnston County - sydost
- Harnett County - sydväst
- Chatham County - väster
- Durham County - nordväst